# Цикл «Знамение звёзд» (Коты-Воители)
Цикл «Знамение звёзд» – четвёртая серия книг о Котах-Воителях. Она является продолжением третьего цикла «Сила трёх». К взрослым Воробью и Львиносвету присоединяется юная Голубка. Вместе им суждено спасти племена котов-воителей от новой опасности. Действие цикла начинается через шесть лун после окончания предыдущего.

## Список книг

#### Четвёртый оруженосец
Племена изнывают от страшной засухи, напряжение между ними нарастает. Воробей и Львиносвет оплакивают утерянную сестру, но вскоре обнаруживают третью кошку пророчества — Голубичку. Она начинает осваивать свои сверхспособности и вместе с патрулём из всех четырёх племён отправляется вверх по течению, чтобы выяснить, что преградило воде путь в Озеро, и спасти свои племена. И снова котам из враждующих племён нужно отбросить межплеменные различия ради блага каждого.

#### Долгое эхо
Вода вернулась в Озеро, и племена продолжили жить по-старому. Но пока Голубичка прикладывает все усилия, чтобы поставить верность племени выше дружбы с недавними спутниками, на горизонте появляется гораздо большая опасность. Сумрачный лес завербовывает живых котов, чтобы с их помощью победить Звёздное племя, и ревнивая и упрямая Искролапка оказывается в самой гуще событий. Впереди уже маячит битва, и этим котам придётся выбирать, кому принадлежит их преданность.

#### Голоса в ночи
Безжалостная битва с племенем Теней завершена, и теперь оба племени пожинают печальные плоды. Искролапку всё больше затягивает в ловушку Звездоцапа, Пёрышко опасно болен, а Голубичка заводит запрещённого друга, или даже больше, чем друга. Когда каждый целитель получает знамение о том, что каждому племени нужно будет в одиночку встретить страшную опасность, назревает новое сражение, которое может разрушить прежние дружеские отношения.

#### Знамение Луны
Воробей, Львиносвет и новоиспечённая воительница Голубка борются за хрупкий мир между племенами. Но суровая пора Голых Деревьев прочно угнездилась на территориях племён, а Воробья ведёт в горы отчаянный зов Клана Падающей Воды — прародители пророчества стоят на грани гибели.

#### Забытый воин
Сол вернулся, и Огнезвёзд принял его в племя, потому что все подумали, что это он спас котят Маковки от лисы. Но выясняется, что он не пытается помочь племенам, а всеми силами старается навлечь на них беду. Скоро он уходит в племя Ветра и объединяется с ним против Грозового племени. Когда Голубка и Искра убегают от преследующих их в туннелях воителей Ветра, появляется Остролистая и спасает их. Остролистая возвращается в племя и учит соплеменников сражаться в туннелях, чтобы те могли дать бой племени Ветра.

#### Главная надежда
Конец звёзд приближается, и Трое должны стать Четырьмя, чтобы сразиться с Тьмой. Воробей, Львиносвет и Голубка должны найти четвёртого, чтобы исполнить пророчество. Никому нельзя доверять, ведь кто-то может оказаться бойцом Сумрачного леса.